# زفاليات
زَفَّالِيَّات أو الخنافس وتدية الشكل (الاسم العلمي: Ripiphoridae)، فصيلة حشرات واشعة شافرة من رتبة غمديات الأجنحة. وهي فصيلة عالمية تضم نحو 450 نوعًا موصوفًا من الخنافس تسمى أحيانًا "خنافس إسفينية الشكل". تعتبر الزفاليات فصيلة غير معتادة بين فصائل الخنافس حيث أن العديد من أنواعه عبارة أشباه طفيليات مفرطة التحول. وهي صفة تشترك فيها مع فصيلة النافطيات. يختلف أفراد الفصيلة في اختيارهم للمضيف، لكن معظمهم يهاجم أنواعًا مختلفة من النحل أو الدبابير، بينما يهاجم البعض الآخر الصراصير أو الخنافس.